# ناحیه جدیویه
ناحیه جدیویه (به عربی: دائرة جدیویة) یک ناحیه در الجزایر است که در استان غلیزان واقع شده‌است.